# رشال
الرشال والواحد رَشَالة  عضاض (الاسم العلمي: Hydrocynus) (بالإنجليزية: Giant tigerfish)‏ هو جنس من الأسماك يتبع فصيلة أسماك الراي من رتبة كاراكسيات الشكل.

## أنواع الرشال
- رشال قصير
- رشال فورسكالي
- رشال عملاق
- رشال سومونوري
- رشال تنزاني
- رشال مخطط